# Poienile (okręg Prahova)
Poienile – wieś w Rumunii, w okręgu Prahova, w gminie Predeal-Sărari. W 2011 roku liczyła 376 mieszkańców.